# ムービープラス
ムービープラス（Movie Plus）は、ディスカバリー・ジャパン株式会社が運営する洋画を中心とする映画や映画情報番組、海外ドラマなどの放送を目的としたチャンネル。月50作品以上、24時間放送している。
ケーブルテレビ局、スカパー!プレミアムサービス（SDの衛星一般放送事業者はジュピターサテライト放送、HDの一般放送事業者はスカパー・ブロードキャスティング）、およびスカパー!（東経110度CS放送）（衛星基幹放送事業者はインタラクティーヴィ）、スカパー!プレミアムサービス光で視聴可能。
総配信世帯数は約649万世帯（2024年1月現在）。

## 概要
- 前身は1989年に開局した「CSNエンタテイメントチャンネル」。1994年に「CSN1ムービーチャンネル」に改称。2004年2月に現在の名称「ムービープラス」としてリニューアル[3]。
- 2006年8月、一部のケーブルテレビ局向けにHDTVによる「ムービープラス HD」の放送を開始（編成は従来のムービープラスと同一（サイマル放送））。 2008年4月1日にはジャパンケーブルネットの一部放送局、同年4月22日にはe2 by スカパー!（現・スカパー!）でも放送開始した。また、同年10月1日にはスカパー!HD（現・スカパー!プレミアムサービス）でもハイビジョン放送を開始した。
- 2013年6月30日、スカパー!プレミアムサービス光にて標準画質放送を終了し、2014年5月31日、スカパー!プレミアムサービスでも標準画質放送を終了し、いずれもハイビジョン放送に完全移行した。
- 2014年10月、開局25周年を迎えた[4]。
- ケーブルテレビの多くはベーシックチャンネル（標準契約チャンネル）で放送されている。
- 他の映画専門チャンネルとは異なり、本篇途中にCMが入る。
- 2016年12月1日、スカパー!プレミアムサービスの衛星一般放送事業者がスカパー・ブロードキャスティングからスカパー・エンターテイメントに変更。
- 2023年8月1日、日本におけるJCOM傘下の放送事業者並びにワーナー・ブラザース・ディスカバリー傘下の放送事業者再編に伴い、運営（番組供給）事業者がジュピターエンタテインメントからディスカバリー・ジャパンに移管された[1][5]。

## 主な番組
- プラス・プレス
- 映画館へ行こう
- メナード ヴィーナスナイト（女性をターゲットにした映画作品の特集 金曜日ゴールデンタイム）
- YKK AP ムービープラス・プレミア（土曜日ゴールデンタイムの他週3回放送）
  - プレミア・ナビ - （山路和弘をナレーションに迎えた放送映画紹介コーナー）
- 旅スル映画（映画を軸に世界を巡る旅番組。ナビゲーター：阿部まりな）
- ハリウッド発　セレブ・スタイル
- 松嶋×町山 未公開映画を観るTV　出演：松嶋尚美、町山智浩
- 吹替王国[6]
- 連続ドラマ（過去に放送した番組も含む）
- F.B.EYE!! 相棒犬リーと女性捜査官スーの感動!事件簿
- カシミアマフィア
- カンフーサッカー
- 求婚事務所
- グルメ探偵 ネオ・ウルフ
- サンフランシスコの空の下
- 0011ナポレオン・ソロ
- ドーソンズ・クリーク
- 特捜刑事マイアミバイス
- メルローズ・プレイス
- レネゲイド/反逆のヒーロー

### 過去
- スクール・オブ・フィルム
- Plus Style（プラスタ）（2008年4月-12月） - 大島麻衣（AKB48元メンバー）がナビゲートするムービープラスの情報番組。
- ジャッジ・ザ・ムービー あなたが決め手
- ほっとシネマ
- ムービー・デリ
- E! - アメリカのエンタテイメントニュースチャンネル「E!」のニュース番組を放送
  - E! スペシャル
- シネマタクシー（乗客役の映画ライターが新作映画を紹介する情報番組。タクシー運転手役は西村雅彦）
- ザッツ 映画テインメント（映画の新しい楽しみ方をゲストとともに提案するトーク番組。メインホスト：クリス・ペプラー）
- 小堺一機のプレミア・ナビ　小堺一機によるYKK AP ムービープラス・プレミアの作品解説番組（2017年7月1日の放送で、700回目を迎える[7]）
- カルピス・ウィークエンド・シアター（家族向けの映画作品を特集 日曜日ゴールデンタイム）

## 備考
- 1997年、ジュピタープログラミング（JPC、現・JCOM メディア事業部門）がJリーグのCS放映権を獲得したが、当時JPCにはスポーツ専門チャンネルがなかったため、当チャンネルで毎節1試合生中継（「CSN1 J-SPORTS」）を行った。他の試合は編成の都合上録画・時差放送は一切無く、GAORA、スカイ・エーなどで中継されていた。
- なお、1998年にJPC傘下のスポーツ専門チャンネル・J-SPORTSが開局したため、当チャンネルのJリーグ中継はJ-SPORTSに移行した。